# Articulação sinovial
A articulação sinovial inclui os joelhos, a coxofemoral e a articulação temporomandibular (que une o crânio e a mandíbula), dentre outras. As superfícies articulares dos ossos são protegidas por uma cartilagem do tipo hialina, que confere resistência à superfície articular. As superfícies articulares estão então estão revestidas por uma camada de cartilagem que forma como que uma bolsa, onde se encontra a articulação. Os ligamentos, que também são feitos de tecido fibroso muito resistente, ajudam a manter a estabilidade da articulação, podendo inclusive ser expansões da cápsula articular. A área dentro dessa cápsula articular é chamada de cavidade articular e está repleta de um fluido chamado líquido sinovial ou sinóvia, que nutre a articulação, uma vez que não é irrigada diretamente e permite que as superfícies deslizem entre si, pois lubrifica.
Tipos:
a) Ginglimo ou uniaxial: cotovelo 
b) Pivô: articulação atlantoaxial
c) Articulação do ombro: multiaxial ou esferoidal
d) Plana: carpo
e) Articulação trocoide (em pivô)
- uma projeção de um osso, semelhante a um dente, gira sobre um receptáculo, em forma de anel, do outro osso; ou, reciprocamente, o anel gira em torno da projeção. Esta entre as duas primeiras vértebras cervicais que permite a rotação do crânio sobre o eixo da coluna vertebral e move-se de um lado ao outro. Exemplo: balançar a cabeça para dizer "não".
```
- Possuem uma substância denominada 
líquido sinovial
```